# Dansk Melodi Grand Prix 2018
Dansk Melodi Grand Prix 2018 var den 48. udgave af Dansk Melodi Grand Prix, en årligt tilbagevendende sangkonkurrence afholdt siden 1957 af Danmarks Radio (DR). Konkurrencens formål var at finde den sang, der skulle repræsentere Danmark ved Eurovision Song Contest 2018 i Portugal. Vinderen af konkurrencen blev Rasmussen med sangen "Higher Ground", skrevet af Niclas Arn og Karl Eurén.
For tiende år i træk blev Dansk Melodi Grand Prix afviklet i form af et enkeltstående arrangement, som fandt sted 10. februar 2018 i Gigantium i Aalborg, for andet år i træk med Annette Heick og Johannes Nymark som værtsduo.
Sangen kom på en 9. Plads ved årets Eurovision Song Contest, som blev afholdt i den portugisiske hovedstad, Lissabon.

## Deltagere
Et bedømmelsesudvalg nedsat af DR udvalgte de deltagende sange i åben konkurrence blandt indsendte sange samt blandt øvrige sange indhentet i DR af musikbranchen. Mads Enggaard havde som bidragsproducer det overordnede ansvar for udvælgelsen af deltagerfeltet. Som et nyt tiltag tog DR kun imod professionelt indspillede demoer; til gengæld var der åbnet for indsendelse af sange til Dansk Melodi Grand Prix året rundt. DR garanterede dog kun, at en sang ville komme i betragtning til Dansk Melodi Grand Prix 2018, hvis den var sendt ind senest 15. september 2017.
Deltagerne i Dansk Melodi Grand Prix 2018 blev offentliggjort på et pressemøde 22. januar 2018 i DR Koncerthuset:
| Nr. | Solist(er)         | Sang                       | Komponist / tekstforfatter                                                                             | Note          |
| --- | ------------------ | -------------------------- | --- | ------------- |
| 1   | Ditte Marie        | "Riot"                     | Lise Cabble, Theis Andersen, Chris Wahle                                                               |               |
| 2   | Anna Ritsmar       | "Starlight"                | Lise Cabble                                                                                            | Superfinalist |
| 3   | Rasmussen          | "Higher Ground"            | Niclas Arn, Karl Eurén                                                                                 | Superfinalist |
| 4   | Sannie             | "Boys on Girls"            | Sannie Carlson, Domenico Canu, James Reeves                                                            |               |
| 5   | Sandra             | "Angels to My Battlefield" | Lars "Chief 1" Pedersen, Ronny Vidar Svendsen, Anne Judith Stokke Wik, Nermin Harambasic, Sandra Hilal |               |
| 6   | Lasse Meling       | "Unfound"                  | Lasse Meling, Kim Nowak-Zorde, TheArrangement (Karl-Frederik Reichhardt)                               |               |
| 7   | CARLSEN            | "Standing Up for Love      | Thomas Thörnholm, Michael Clauss, Dave Rude                                                            |               |
| 8   | KARUI              | "Signals"                  | Annelie Karui Saemala, Jeanette Bonde, Daniel Fält, Jonas Halager                                      |               |
| 9   | Rikke Ganer-Tolsøe | "Holder fast i ingenting"  | Rune Braager, Clara Sofie Fabricius, Andrea Emilie Fredslund Nørgaard                                  |               |
| 10  | Albin Fredy        | "Music for the Road"       | Rune Braager, John Garrison, Olivio Antonio                                                            | Superfinalist |

Ditte Marie og Albin Fredy havde begge deltaget i Dansk Melodi Grand Prix ved tidligere lejligheder: Ditte Marie i 2011 (som forsanger i gruppen Le Freak) og 2012, Albin Fredy i 2013.

## Afstemning
Vinderen af Dansk Melodi Grand Prix 2018 blev fundet gennem to afstemningsrunder. I første runde stemte seerne og en ekspertjury på alle ti sange. Tre sange gik herefter videre til finalerunden, hvor seerne og ekspertjuryen endeligt afgjorde, hvilken af de tre sange der skal repræsentere Danmark ved Eurovision Song Contest 2018. Både seerstemmerne og ekspertjuryens stemmer blev omregnet til procentpoint, hvor seerne og ekspertjuryen hver havde 50 % i begge afstemningsrunder.

### Superfinale
| Nr. | Kunster(e)   | Sang                 | Juryens stemmer | Seernes stemmer | Samlet stemmeandel | Placering |
| --- | ------------ | -------------------- | --------------- | --------------- | ------------------ | --------- |
| 2   | Anna Ritsmar | "Starlight"          | 13,3 %          | 18,0 %          | 31,36 %            | 2         |
| 3   | Rasmussen    | "Higher Ground"      | 30,0 %          | 20,1 %          | 50,11 %            | 1         |
| 10  | Albin Fredy  | "Music for the Road" | 6,7 %           | 11,9 %          | 18,53 %            | 3         |